# Trei Fântâni, Neamț
Trei Fântâni (maghiară Háromkút) este un sat în comuna Dămuc din județul Neamț, Transilvania, România.
 Acest articol despre o localitate din județul Neamț este deocamdată un ciot. Puteți ajuta Wikipedia prin completarea lui.